# Epididymo-orchitis

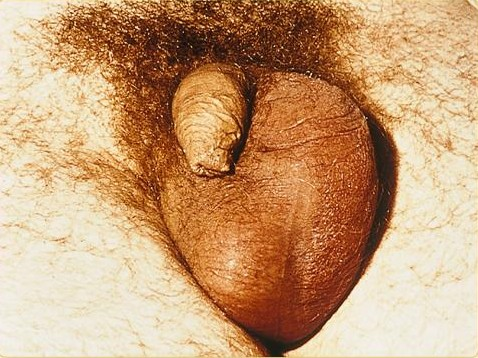
Epididymo-orchitis

Epididymo-orchitis is ontsteking van zowel de zaadbal (testis) als de bijbal (epididymis). Meestal door uitbreiding van een infectie met bacteriën die in de urinewegen zijn binnengedrongen.
De testis doet overigens niet zo snel mee, meestal is er vooral sprake van epididymitis.